# Beckedorff (Adelsgeschlecht)

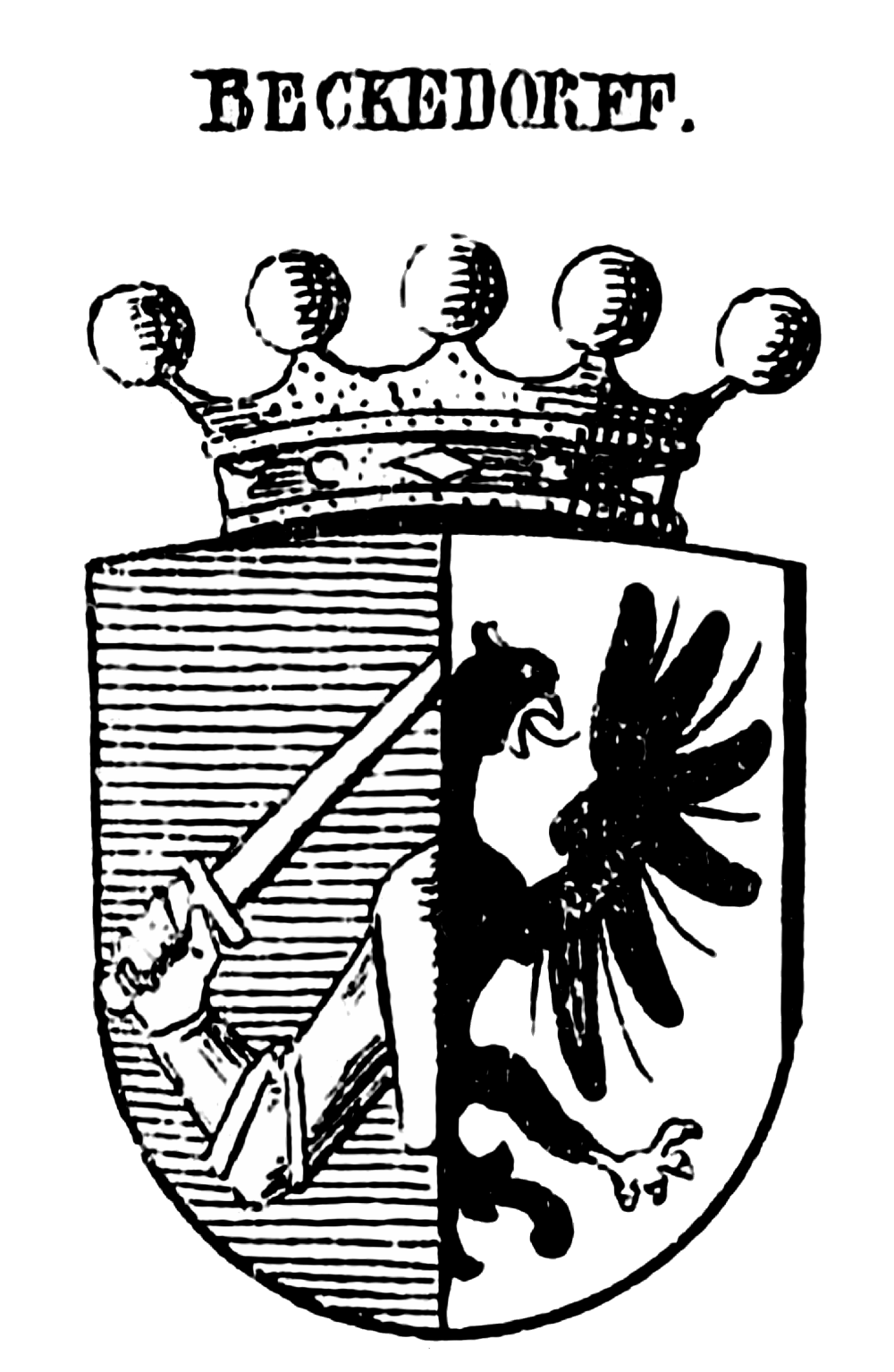
Wappen derer von Beckedorff

Die Familie von Beckedorff (auch Beckedorf) war ein preußisches Adelsgeschlecht, das auf Georg Philipp Ludolph Beckedorff (1778–1858) zurückgeht, der als königlich-preußischer Oberregierungsrat und Besitzer des Rittergutes Grünhof in Pommern am 3. November 1840 in den preußischen Adelsstand erhoben wurde.

## Persönlichkeiten
- Georg Philipp Ludolph Beckedorff (1778–1858), preußischer konservativer Publizist, Pädagoge, Ministerialbeamter und Gutsbesitzer.
  - Friedrich Ludwig Emil von Beckedorff (1818–1893), preußischer Generalleutnant.
  - Ernst von Beckedorff (1823–1868)
    - Erich von Beckedorff (1855–1936), preußischer Generalleutnant.

## Wappen
- Blasonierung: Im gespaltenen Schild rechts in Blau ein schwebender, silber-geharnischter Arm, welcher in der Faust drei Kornähren (oder ein silbernes Schwert) hält, links in Silber ein halber, schwarzer Adler.